# Vegetatieve vermeerdering
Vegetatieve vermeerdering is een type ongeslachtelijke voortplanting, waarbij uit een klein fragment of zelfs uit een enkele cel een nieuw volledig en geslachtsrijp organisme kan groeien. Vegetatieve vermeerdering komt voor bij planten, schimmels en sommige dieren, zoals zeeanemonen.

## Bedektzadigen
Vrijwel alle bedektzadige planten kunnen zich zowel geslachtelijk als vegetatief vermeerderen.
Vegetatieve vermeerdering bij bedektzadigen op natuurlijke wijze:
- bollen
- broedbolletjes
- knollen
- uitlopers of wortelstokken
- beworteling van zijspruiten (bij onder andere gras) en zijtakken (bij onder andere wilg en pontische rododendron of afgebroken plantendelen (natuurlijke stekken bij onder andere zwarte populier)
- vorming van nieuwe plantjes aan de bladrand
- apomixie (ongeslachtelijk voortplanting via zaad)

Vegetatieve vermeerdering bij bedektzadigen op kunstmatige wijze:
- afleggen
- stekken
- scheuren
- enten
- oculeren
- weefselkweek
- klonen

## Mossen en levermossen
Mossen en levermossen hebben vaak delen die dienen voor de vegetatieve vermeerdering: broedlichamen en gemmen. Deze komen voor naast organen voor geslachtelijke voortplanting.
Broedlichamen zijn nog enigszins als delen van een mosplant herkenbaar. Er is een grote variatie aan vormen, zoals broedtakjes, broedknoppen, broedblaadjes en broedflagellen, alle nog herkenbaar als omvormingen van andere herkenbare onderdelen van de mosplant.
Daarnaast zijn er gemmen, die bestaan uit een meestal klein aantal cellen en vaak onregelmatig van vorm zijn, zoals broeddraden en broedkorrels. Gemmen kunnen bij mossen en levermossen op veel verschillende plaatsen op de mosplant gevormd worden, zoals op de protonema, aan de stengel, op de bladschijf, aan de bladrand, op de bladnerf of aan de bladtop.

## Korstmossen
Bij korstmossen komen speciale organen voor die een functie hebben bij de vegetatieve vermeerdering: isidiën en soralen.
Isidiën zijn uitgroeisels van het thallus met algen, die door afbreken dienen voor de vegetatieve voortplanting. Isidiën zijn van schors voorzien. Er worden verschillende vormen van isidiën onderscheiden: kogelvormige, staafvormige, schubvormige en vertakt koraalvormige isidiën.
Soralen zijn organen waar de schors afwezig is en sorediën worden uitgestoten. Sorediën bestaan uit hyfenweefsel met algen. Er worden verschillende vormen van soralen onderscheiden, zoals vleksoralen, spleetsoralen, lipsoralen en manchetsoralen.